# Claus Dam
Claus Dam (* 1960 in Kopenhagen, Dänemark) ist ein hauptsächlich im deutschsprachigen Raum tätiger dänischer Musicaldarsteller.

## Leben
Dam absolvierte von 1982 bis 1988 eine Gesangsausbildung sowohl an der Königlichen Dänischen Musikakademie, als auch an der Akademischen Oper Kopenhagen, die er mit einem Gesangsdiplom abschloss. Weitere Gesangsunterricht hatte er in London (1990) und in New York (1986–1992). Außerdem erhielt er privaten Schauspielunterricht.
Er wirkte in Dänemark zunächst in mehreren Musical- und Operettenproduktionen mit. Er sang unter anderem in Sweeney Todd, South Pacific, Annie get your gun, HMS Pinafore und Graf Boni in der Operette Die Csárdásfürstin. Für den Rattenmann in Freudiana im Theater an der Wien kam er das erste Mal nach Österreich. Mit der Rolle des Thénardier in Les Misérables sang er 1998–1999 am Musicaltheater Duisburg das erste Mal in Deutschland und stand dort mit seinen Landsleuten Kasper Holmboe und Kristian Korsholm Vetter auf der Bühne. Nach diesem Engagement war er ausschließlich auf Bühnen in Deutschland oder Österreich zu sehen. 2002 spielte er am Capitol-Theater in Düsseldorf und am Thalia-Theater in Hamburg die Rolle des Herrn Schulz in dem Musical Cabaret. Von 2002 bis 2003 folgte der Herzog Max in Bayern in Elisabeth am Colosseum Theater in Essen. 2005 sang er gemeinsam mit Jana Werner bei den Freilichtspielen Tecklenburg den King Arthur in dem Musical Camelot. Außerdem gab er dort einen Konzertabend mit Musicalmelodien von Cole Porter. Von 2005 bis 2007 sang er den Herrn von Unruh in Die Schöne und das Biest am Metronome Theater in Oberhausen. Von 2007 bis 2008 war er der Harry in Mamma Mia!, wiederum am Colosseum Theater in Essen. Ab 2009 gehörte er am Raimund Theater in Wien als Kaiser Franz Joseph in Rudolf - Affaire Mayerling zu den Hauptdarstellern. Anfang 2014 stellte Dam im Kölner Arkadas Theater sein Soloprogramm „Es bleibt unter uns“ vor. Ab Dezember 2015 war er als Sultan im Disney-Musical Aladdin in Hamburg zu sehen.
Er wurde mit dem Lyngby-Taarbaek-Musikpreis ausgezeichnet.
Dam war mehrere Jahre mit dem Musicaldarsteller Petter Bjällö liiert. Er lebt in Köln.

## Musicalrollen (Auswahl)
- Tony in West Side Story (Tournee durch Dänemark)
- Rattenmann in Freudiana (Wien)
- Thénardier in Les Misérables (Duisburg)
- Maximilian von Bayern in Elisabeth (Essen)
- Pilatus in Jesus Christ Superstar (Theater Tecklenburg)
- Herr von Unruh in Die Schöne und das Biest (Oberhausen & Berlin)
- Harry in Mamma Mia! (Essen)
- Kaiser Franz Joseph in Rudolf - Affaire Mayerling (Wien)
- Wilhelm Karcher in Kolpings Traum (Fulda)
- Sultan in Aladdin (Hamburg)